# ロロライナ・フリクセル
ロロライナ・フリクセルは、ガスト開発のゲーム作品「アトリエシリーズ」およびスマートフォン向けアプリ『アトリエ クエストボード』に登場するキャラクターの一人。通称はロロナ。アーランドシリーズ全作に登場している他、クエストボードでは久々に主役を務める。デザインは岸田メル。

## 人物
『ロロナのアトリエ 〜アーランドの錬金術士〜』
主役として登場。14歳。アーランド王国在住の錬金術士の少女。赤と白のチェックに羽飾りの付いたベレー帽を被っているのが特徴で、これは後のシリーズでも健在。性格はかなりの天然で、人に騙されやすい。幼い頃、両親が病気で倒れてしまい、それを助けた師匠、アストリッド・ゼクセスにその代価としてアトリエに預けられる。しかしアストリッドは怠け者のため、まともな錬金術は全く伝授されていなかった。そんなある日、アーランド王国の騎士、ステルケンブルク・クラナッハがアトリエを訪れ、営業許可の取り下げを公表。突然の発表にロロナはパニックとなるが、その後アストリッドの代わりに城に出向いた際、錬金術で国の役に立てれば許可は取り下げないと言われる。しかしそれは同時に一度でも役に立てなければ営業許可が取り下げられるという厳しい制約であった。当然彼女は落ち込むが、勇気を出して仲間と共に採取をしたり魔物の討伐をしたり調合をしたりして次々と依頼をこなしていき、三年間の責務を無事にやり遂げ、同時に立派な錬金術士へと成長したのである。
『トトリのアトリエ 〜アーランドの錬金術士2〜』
アランヤ村在住の錬金術士の少女、トトリ（トトゥーリア・ヘルモルト）の師匠として登場。22歳。ブーツの色が茶色から黒に変わった。前作から大きく成長し立派な錬金術士となったが、前作に比べ、どこか子供っぽい言動を見せることも多くなっている。人に対する錬金術の教え方は専ら抽象的で、トトリ以外には理解不能なもの。トトリを溺愛し、先生らしく振舞わねばとは思っているが、トトリと二人で調合をした際には何を作ろうとしてもパイになってしまったり、あるエンディングでは子供達に錬金術を教える先生に昇格するが、助手のトトリの教え方の方が丁寧なために皆がこぞってトトリの方に行ってしまい、ロロナは相手にされないなど、先生としてはどこか頼りない。だがトトリからはとても尊敬されており、ゲーム冒頭でも「先生の調合は凄い」と言われていたり、回想シーンでも「先生の教え方は分かり易い」と言っていたり、ギゼラの悲報を知った時にトトリに「泣いてもいいですか？」と涙ながらにすがられたりしている。
『メルルのアトリエ 〜アーランドの錬金術士3〜』
本作の主要キャストとして登場。前作までとは容姿が一変し、8歳の幼児の姿となってしまった(実年齢は28歳)。原因は1作目にも登場した師匠のアストリッドが開発した「若返りの薬」を飲まされたため(ただしこれはミスであり、彼女はロロナを14歳にする予定であった)。見た目と同時に記憶もほとんど失われており、言動は見た目のままの幼い子供。しかし錬金術の技能は健在であり、メルル達がちょっと教えただけでパイの作り方を覚え、様々なパイを作ったりし、店も開いた。
ロロナを元に戻すため、アストリッドがメルル達のアトリエを訪問した際にホム達と共にそこに預ける。以後二人の弟子や、他の仲間達と共に過ごすこととなる。
エンディングによっては主人公時代の14歳に戻っていたり8歳の姿のままであったりもするが、「実年齢に戻るエンディング」は用意されていなかった。しかし2014年発売のPlusにて元の姿に戻る結末が描かれ、更にオリジナルのPS3版でも後のアップデートでこの結末が見られるようになった。子供の姿の頃の記憶が残っているのはこの追加エンディングのみ。
『ルルアのアトリエ 〜アーランドの錬金術士4〜』
辺境の街アーキュリスに住む16歳の錬金術士ルルア（エルメルリア・フリクセル）の養母として登場。
『新・ロロナのアトリエ はじまりの物語〜アーランドの錬金術士〜』
ロロナのアトリエのリメイク版であるため同様に主役として登場。オリジナル版と当然立場や役回り等は同じだが、新たに用意された延長戦にて、未来の世界からやって来た弟子のトトリ、メルルと出会う。彼女らを元の世界へ帰してあげるため、「竜の砂時計」を作る方法を模索する。
『アトリエクエストボード』
ロロナのアトリエの世界観をベースとした作品であり、再び主役として登場。ストーリーは概ねオリジナル版を踏襲しているが、後のサービスにより他のアトリエシリーズの登場人物も次々と導入されており、それらの人物とロロナの出会いも描かれている。